# Ronald Dupree
Ronald Edmund Dupree (* 26. Januar 1981 in Biloxi, Mississippi) ist ein US-amerikanischer Basketballspieler. Dupree stand bei verschiedenen Klubs in der US-amerikanischen Profiliga NBA als Ergänzungsspieler unter Vertrag. Zwischenzeitlich wurde er immer wieder an sogenannte Farmteams in der NBA Development League (D-League) abgegeben. Der auf der Position des Small Forward spielende Dupree war dann in der BBL-Saison 2009/10 nahezu eine komplette Spielzeit beim deutschen Vizemeister Telekom Baskets aus Bonn unter Vertrag, bevor er zunächst wieder in die NBA zurückkehrte.

## Karriere
Dupree wurde in der NBA-Draft 2003 nicht ausgewählt und schaffte auch über die Trainingslager der Detroit Pistons zunächst nicht den Sprung in die am höchste dotierte Profiliga NBA. Nachdem er in der D-League zunächst für den Huntsville Flight gespielt hatte, unterschrieb er im Januar 2004 einen befristeten Vertrag bei den Chicago Bulls, der bis Saisonende verlängert wurde und für die er im Schnitt 6,2 Punkte, 3,6 Rebounds und 1,2 Assists pro Spiel verbuchte. Nach seiner Rookie-Saison unterschrieb er nun einen Vertrag bei den Pistons, wurde aber nach einer Spielzeit zu den Minnesota Timberwolves transferiert. In der Saison 2006/2007 kehrte er erneut nach Detroit zurück, die ihn aber Ende 2007 entließen. Über die Tulsa 66ers in der D-League schaffte er es im April 2008 in den Kader der Seattle SuperSonics. Nach einem Trainingslager in der Sommerpause bei den Cleveland Cavaliers spielte Dupree in der Saison 2008/09 in Oklahoma, jedoch nicht für die als Thunder nach Oklahoma City umgezogenen Sonics, sondern erneut in Tulsa für die 66ers in der D-League. Diese transferierten ihn im Saisonverlauf zum Ligakonkurrenten Utah Flash, wo er in der Sommerpause im Kader des Utah Jazz stand. Dupree wurde jedoch erneut vor Saisonbeginn aus dem Kader gestrichen.
Anschließend unterschrieb Dupree für die Saison 2009/10 einen Einjahresvertrag beim deutschen Vizemeister Telekom Baskets aus Bonn, wo er den verletzten Vincent Yarbrough ersetzen sollte. In den Play-offs der Basketball-Bundesliga 2009/10 schied man jedoch bereits in der ersten Runde glatt in drei Spielen gegen den späteren Meister Brose Baskets aus. Anschließend stand Dupree erneut bei einem NBA-Verein unter Vertrag, wurde aber von den Toronto Raptors noch vor Saisonbeginn aus dem Vertrag entlassen. Diese nahmen ihn dann über den Jahreswechsel für zehn Tage unter Vertrag, wo er in drei Spielen eingesetzt wurde. Anschließend spielte Dupree erneut in der D-League für die Utah Flash. Nachdem dieser Verein am Saisonende den Spielbetrieb einstellte, war Dupree im Dezember 2011 vor dem wegen des Lockouts verspäteten Saisonbeginns für die Charlotte Bobcats aktiv, die ihn jedoch nicht in ihren Saisonkader übernahmen. Im Januar 2012 unterschrieb Dupree daher einen vierwöchigen Vertrag bei Regatas aus dem argentinischen Corrientes. Im Anschluss kehrte er nach Europa zurück und unterschrieb bis zum Ende der Spielzeit beim italienischen Zweitligisten Aget aus Imola.
Zur Saison 2012/2013 erhielt Dupree zunächst keinen neuen Vertrag in Europa und kehrte in die USA zurück. Dort spielte er in der NBA Summerleague und erhielt im September einen vorläufigen Vertrag bei den Memphis Grizzlies. Einige Tage vor Beginn der Saison wurde der Vertrag von Seiten der Grizzlies jedoch wieder aufgelöst. Dupree blieb bis Januar 2013 vereinslos und unterzeichnete schließlich erneut einen Vertrag in der D-League beim Farmteam der Los Angeles Lakers, den D-Fenders aus Los Angeles. Nach 18 Spielen wurde Dupree innerhalb der Liga getradet und wurde zu den Reno Bighorns transferiert.
Zur Saison 2013/2014 kehrte Dupree nach Europa zurück und schloss sich der Basketball-Abteilung von Hapoel Jerusalem an.